# Aybak (province de Helmand)
Pour les articles homonymes, voir Aybak.
 (mars 2016).
Si vous disposez d'ouvrages ou d'articles de référence ou si vous connaissez des sites web de qualité traitant du thème abordé ici, merci de compléter l'article en donnant les références utiles à sa vérifiabilité et en les liant à la section « Notes et références ».
Aybak ou Haibak (persan : ایبک) est un village situé dans la province de Helmand dans le sud-ouest de l'Afghanistan.